# لیس موسه
لیس موسه (فرانسوی: Lys Mousset‎؛ زادهٔ ۸ فوریهٔ ۱۹۹۶) بازیکن فوتبال اهل فرانسه است.
از باشگاه‌هایی که در آن بازی کرده‌است می‌توان به باشگاه فوتبال ای‌اف‌سی بورنموث، باشگاه فوتبال شفیلد یونایتد، و باشگاه فوتبال لو آور اشاره کرد.
وی همچنین در تیم‌های ملی فوتبال زیر ۲۰ سال فرانسه و زیر ۲۱ سال فرانسه بازی کرده‌است.